# عبد الكريم الحضريوي
عبد الكريم الحضريوي لاعب كرة قدم مغربي سابق ولد بمدينة تازة في 6 مارس 1972 يعتبر أفضل ظهير أيسر عرفته الكرة المغربية إلى جانب نجم الجيش الملكي والمنتخب المغربي في الثمانيناث عبد المجيد لمريس، لعب منذ الصغر نادي اتحاد تازة قبل أن يتم إختياره للإلتحاق بمدرسة الجيش الملكي سنة 1986 تكون بفئات النادي العسكري، قبل أن يتم تصعيده للفريق الأول لنادي الجيش الملكي سنة 1989، ومر بكل فئات المنتخب الوطني ليحضى بمكانته الرسمية بالمنتخب الأول والذي لعب له إلى غاية 1996، هذه السنة عرفت احتراف الحضريوي في البرتغال في صفقة اعتبرت الأغلى آنذاك في تاريخ الكرة المغربية رغم أنه كان مدافعا حيث إنتقل إلى العملاق بنفيكا الذي لعب له موسمين شارك في 25 مباراة، سنة 1998 غير الأجواء حيث وقع في كشوفات نادي أزيد آلكمار الذي لعب له 87 مباراة وسجل 2 هدفين ليغادره سنة 2002 في اتجاه نادي ريال تشارليروا البلجيكي حيث لعب معه موسمين قبل أن يعود إلى المغرب ليختم مشواره الكروي موسم 2004-2005 رفقة نادي اتحاد الخميسات .
أما على الصعيد الدولي، فقد تدرج في جميع الفئات العمرية للمنتخبات الوطنية وحمل ألوان المنتخب المغربي لمدة قاربت 10 سنوات بحيث بدأ مسيرته الدولية سنة 1992 وشارك مع الأسود في كأس العالم 1994 بالولايات المتحدة الأمريكية وكأس العالم لكرة القدم 1998 بفرنسا حيث يعتبر أكثر اللاعبين المغاربة لعباً للمباريات في كأس العالم إلى جانب نور الدين النيبت والطاهر الخلج بـ 5 مباريات، كما شارك في كأس الأمم الإفريقية مرتين (1998-2000) ولعب 5 مباريات في الكؤوس الإفريقية ليعتزل اللعب الدولي بعد مشوار حافل سنة 2001 بعد أن مثل الأسود في 74 مقابلة دولية سجل خلالها 4 أهداف وكان وراء عدد كبير من التمريرات الحاسمة لعل أبرزها تلك التي منحت الأسود بطاقة العبور مرتين لكأس العالم، الأولى ضد منتخب زامبيا لما قام بتوزيع الكرة للهداف الجيش الملكي والمنتخب المغربي عبد السلام الغريسي ليختتمها هذا الأخير برئسية قوية في الدقيقة الخامسة من المبارة ليتأهل الأسود إلى نهائيات مونديال 1994، وأختير أحسن مدافع أيسر في الدور الأول في مونديال 1994. و الثانية لما أرسل كرة ميليمترية لرأس رغيب ضد منتخب غانا وتأهل المنتخب المغربي لآخر مرة له إلى مونديال فرنسا 1998.

## روابط خارجية
- عبد الكريم الحضريوي على موقع الاتحاد الدولي (مؤرشف)  (الإنجليزية)
- عبد الكريم الحضريوي على موقع قاعدة بيانات كرة القدم.إي يو (الإنجليزية)
- عبد الكريم الحضريوي على موقع ناشيونال فوتبول تيمز (الإنجليزية)
- عبد الكريم الحضريوي على موقع عالم كرة القدم.نت (الإنجليزية)
- عبد الكريم الحضريوي على موقع أوليمبيديا (الإنجليزية)